# Понтоток (Міссісіпі)
Понтоток (англ. Pontotoc) — місто (англ. city) в США, в окрузі Понтоток штату Міссісіпі. Населення — 5640 осіб (2020).

## Географія
Понтоток розташований за координатами 34°15′3″ пн. ш. 89°0′30″ зх. д. / 34.25083° пн. ш. 89.00833° зх. д. (34.250880, -89.008348).  За даними Бюро перепису населення США в 2010 році місто мало площу 29,36 км², з яких 28,96 км² — суходіл та 0,40 км² — водойми.

## Демографія
Згідно з переписом 2010 року, у місті мешкало 5625 осіб у 2129 домогосподарствах у складі 1426 родин. Густота населення становила 192 особи/км².  Було 2325 помешкань (79/км²).
Расовий склад населення:
| - 70,1 % — білих - 20,4 % — чорних або афроамериканців - 0,4 % — корінних американців - 0,2 % — азіатів - 7,4 % — осіб інших рас |

До двох чи більше рас належало 1,5 %. Частка іспаномовних становила 10,7 % від усіх жителів.
За віковим діапазоном населення розподілялося таким чином: 27,4 % — особи молодші 18 років, 57,3 % — особи у віці 18—64 років, 15,3 % — особи у віці 65 років та старші. Медіана віку мешканця становила 35,8 року. На 100 осіб жіночої статі у місті припадало 90,3 чоловіків;  на 100 жінок у віці від 18 років та старших — 82,6 чоловіків також старших 18 років.
Середній дохід на одне домашнє господарство  становив 55 383 долари США (медіана — 42 005), а середній дохід на одну сім'ю — 65 251 долар (медіана — 54 306). Медіана доходів становила 46 615 доларів для чоловіків та 30 141 долар для жінок. За межею бідності перебувало 17,6 % осіб, у тому числі 24,6 % дітей у віці до 18 років та 16,9 % осіб у віці 65 років та старших.
Цивільне працевлаштоване населення становило 2531 осіб. Основні галузі зайнятості: роздрібна торгівля — 26,4 %, освіта, охорона здоров'я та соціальна допомога — 20,8 %, виробництво — 20,2 %.